# Jørgen Leth
Jørgen Leth, född 14 juni 1937 i Århus, är en dansk journalist, författare, filmare och cykelkommentator. 
Leths karriär som journalist började på Dagbladet Aktuelt 1959 och han var senare på Politiken. I början av 1990-talet blev Leth populärt känd som poetisk cykelkommentator på Danska TV 2, tillsammans med sin partner Jørn Mader. 
På 1960-talet var han en del av avantgardet i Köpenhamn tillsammans med Per Kirkeby, Bjørn Nørgaard med flera, och han debuterade med diktsamlingen Gult Lys 1962 och kortfilmen Stopforbud 1963. Leth är också känd för att ha skrivit och regisserat över 40 lång- och dokumentärfilmer. Mest anmärkningsvärda är hans antropologiska filmer, inklusive mästerverket Det perfekte menneske, samt hans dokumentärer om cykling, Stjernerne og vandbærerne, En vårdag i helvetet och Den umulige time, om Ole Ritters entimmes lopp i Mexiko 1974.
Leth har även regisserat filmer om bordtennis och den baskiska nationalsporten pelota. På 1970-talet var han även verksam på filmfronten som konsult åt Kortfilmsrådet (1971–1973) och programredaktör för Statens Filmcentral (1975–1977).
År 2000 utnämndes J Leth till dansk honorärkonsul i Haiti, där han bodde från 1991 till 2010. När hans hus i Jacmel förstördes av jorbävningen 2010, förlorade Leth alla sina tillhörigheter förutom en bärbar dator med filminspelningar. Jørgen Leth själv klarade sig oskadd från jordbävningen och räddades av sin assistent. 
2005 utgav han sin självbiografi Det uperfekte menneske', och han anklagades för att ha sexslavar, ett påstående som senare avvisades. Han väckte emellertid kontrovers då boken redogjorde för en sexuell relation med den 17-åriga dottern till hans kock på Haiti.  Detta skapade en mediestorm i Danmark, delvis på grund av hans plan att göra en film som hette Det erotiska menneske, finansierad av det Danska filminstitutet, i samarbete med Danmarks Radio och Nordisk Film och TV-kommissionen. På grund av kontroversen avskedades Leth som kommentator på TV 2. Han övervägde då att stoppa sin film, men vännen och filmskaparen Lars von Trier lovade att hjälpa honom som exekutiv producent för filmen. Filmen hade premiär på Toronto International Film Festival i september 2010. Den fick svaga recensioner och ansågs som "smutsig-gammal-man-biografi" och kolonialistisk exploatering.
Jørgen Leth har varit gift fyra gånger och har barnen  Kristian Leth, Karoline Leth, Tomas Leth och filmregisören  Asger Leth.